# Jována
A Jována héber eredetű szerb női név, jelentése: az Úr irgalmas. [forrás?]
Az Ivana horvát női név szerb megfelelője,  szerb nyelvterületen elterjedt a becézett formája is: Jovanka. 
A "Jovano, Jovanke" című macedón népdal egy Jována nevű lányról szól.  

## Gyakorisága
Az 1990-es években nem lehetett anyakönyvezni, a 2000-es években nem szerepel a 100 leggyakoribb női név között.

## Névnapok
- február 15.[forrás?]

## Híres Jovánák
- Jovana Janković szerb műsorvezető
- Jovanka Broz, Josip Broz Tito jugoszláv államelnök felesége

## Külső hivatkozások
- Az MTA Nyelvtudományi Intézete által anyakönyvi bejegyzésre alkalmasnak minősített utónevek jegyzéke